# Sugenheim
Sugenheim er en købstad (markt) i den mittelfrankiske Landkreis Neustadt an der Aisch-Bad Windsheim i den tyske delstat Bayern. Den er en del af Verwaltungsgemeinschaft Scheinfeld.

## Geografi
I kommunens område løber bækkene Kleinen- og Großen Ehe.
Nabokommuner er (med uret, fra nord): Markt Bibart, Scheinfeld, Langenfeld, Neustadt an der Aisch, Ipsheim, Bad Windsheim, Markt Nordheim, Weigenheim, Ippesheim, Willanzheim og Iphofen.

### Inddeling
Ud over Sugenheim, ligger i kommunen landsbyerne:
| - Krautostheim - Krassolzheim - Deutenheim - Ezelheim - Ullstadt | - Ingolstadt - Neundorf - Rüdern - Hürfeld - Dutzenthal |